# Mixed Up
Mixed Up este primul album de remixuri al grupului Girls Aloud. Materialul a fost lansat în paralel cu albumul Tangled Up, pe data de 19 noiembrie 2007.

## Lista cântecelor
1. „The Show”
2. „No Good Advice”
3. „I Think We're Alone Now”
4. „Sexy! No No No...”
5. „Something Kinda Ooooh”
6. „Wake Me Up”
7. „Jump”
8. „Biology”